# Gibbs-Thomson-Effekt
Als Gibbs-Thomson-Effekt (Benannt nach Josiah Willard Gibbs und William Thomson; nicht zu verwechseln mit dem Thomson-Effekt) bezeichnet man in der Physikalischen Chemie eine Konsequenz der Grenzflächenenergie. Diese führt dazu, dass kleine Flüssigkeitströpfchen (d. h. Teilchen mit starker Oberflächenkrümmung) einen höheren effektiven Dampfdruck aufweisen als eine ebene Phasengrenze (flüssig-gasförmig), da bei kleinen Tröpfchen die Grenzfläche im Vergleich zum Flüssigkeitsvolumen größer ist.
Eine Verallgemeinerung des Gibbs-Thomson-Effektes ermöglicht die Erklärung der Ostwald-Reifung, bei der in dispersen Systemen von kleinen Teilchen mittels Diffusion größere Teilchen wachsen und kleinere sich auflösen.
Die Gibbs-Thomson-Gleichung für ein Teilchen mit Radius {\displaystyle r} lautet:
{\displaystyle {\frac {p}{p_{\text{Sättigung}}}}=\exp \!\left({\frac {r_{\text{kritisch}}}{r}}\right)}
mit
- p – Partialdruck der tröpfchenbildenden Substanz
- pSättigung – Sättigungsdruck der tröpfchenbildenden Substanz
- {\displaystyle r_{\text{kritisch}}={\frac {2\cdot \gamma \cdot V_{\text{Molekül}}^{\text{Tropfen}}}{k_{\mathrm {B} }\cdot T}}}
  - {\displaystyle \gamma } – Oberflächenenergie des Tropfens in J/m².
  - {\displaystyle V_{\text{Molekül}}^{\text{Tropfen}}={\frac {V}{N}}} – Volumen eines Moleküls im Tropfen bzw. Volumen pro Teilchenzahl
  - kB – Boltzmann-Konstante
  - T – Temperatur in Kelvin.

Wegen der Erhöhung des Innendruckes durch die gekrümmte Phasengrenze (siehe Young-Laplace-Gleichung) kommt es im Inneren kleiner Teilchen auch zu einer Erniedrigung der Schmelztemperatur. Bisweilen wird auch dies als Gibbs-Thomson-Effekt bezeichnet.